# Sadovi (Otrádnaya, Krasnodar)
Sadovi (del ruso: Садовый) es un jútor del raión de Otrádnaya del krai de Krasnodar, en Rusia. Está situado en un área premontañosa y boscosa de las vertientes septentrionales del Cáucaso Norte, en la orilla izquierda del río Urup, afluente del Kubán, 3 km al norte de Otrádnaya y 209 km al sureste de Krasnodar, la capital del krai. Tenía 1 257 habitantes en 2010.
Pertenece al municipio Otrádnenskoye.

## Servicios sociales
La localidad cuenta con una escuela (nº59) y una Casa de Cultura.